# A Line Before the Ocean
A Line Before The Ocean (abreviado ALBTO) fue una banda italiana de post hardcore formada a mediados del año 2008, y siendo separada en octubre del 2011, algunos de sus miembros están en la banda de rock alternativo Be The Wolf.
La banda ha estado de gira con conocidas bandas, como Misery Signals, Your Demise, The Number Twelve Looks Like You, The Casino Brawl, Hopes Die Last, entre muchas otras.

## Historia
A Line Before The Ocean se formó en Turín, Italia; en el año 2008, por los guitarristas Lorenzo Generoso y Francesco Priolo, el bajista Marco Verdone, el batero Matteo Capatii y el vocalista Mark Cassanelli. El 1 de noviembre de 2008 la banda lanza su primer trabajo, el EP The Sun Has Turned To Grey, el que cuenta con 3 canciones, producido por Andrea Fusini.
Cassanelli deja la banda a inicios del 2009, siendo reemplazado por Federico Modelli. A mediados del 2009, la banda entra a Fusix Studio, grabando el tema The Shore Dried Up The Sky. El 20 de julio de 2010 la banda lanza el video del tema de dicho tema, dirigido por Andrea Larosa, Davide Valentino y Marco Rossini. 
La banda estuvo de gira por Europa, a mediados del 2011, todos los proyectos quedaron en pausa y en octubre se anunció su separación

## Miembros

### Miembros actuales
- Federico Modelli - voces (2009-2011)
- Francesco Priolo - guitarra rítmica, coros (2008-2011)
- Marco Verdone - bajo (2008-2011)

### Miembros anteriores
- Matteo Capatti - batería (2008-2011)
- Lorenzo Generoso - guitarra principal (2008-2011)
- Mark Cassanelli - voces (2008-2009)

## Discografía
- The Sun Has Turned To Grey (EP, 2008)
- The Shore Dried Up The Sky (Single, 2009)

## Videografía
- "The Shore Dried Up The Sky" (2010)